# Polypropylen-Brustimplantat

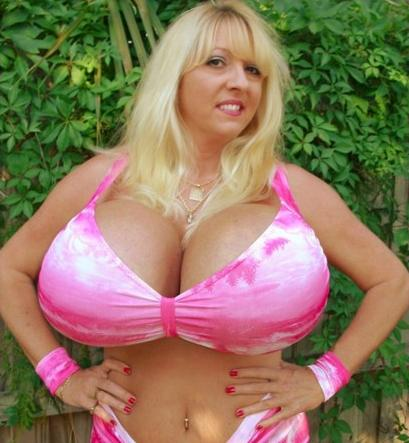
Maxi Mounds, Entertainerin mit Polypropylen-Brustimplantaten

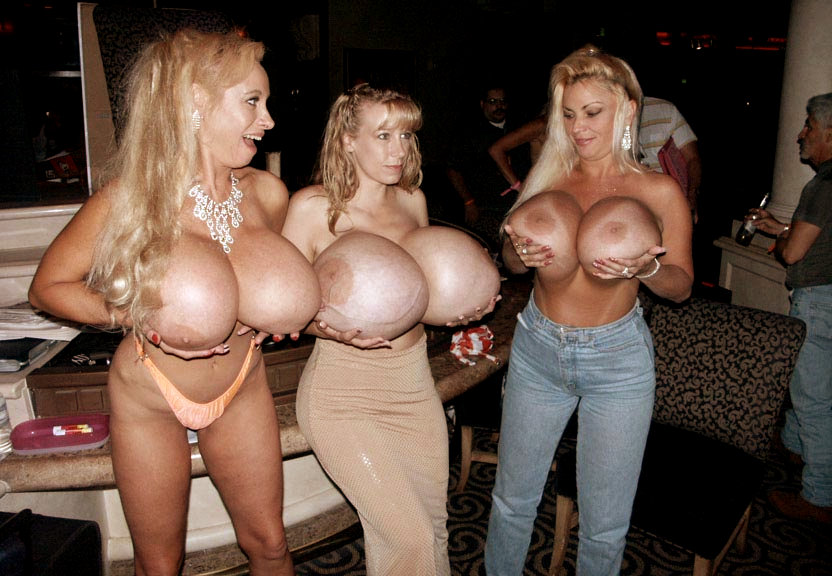
Models mit Polypropylen-Implantaten, darunter Chelsea Charms (Mitte) und Echo Valley (links)

Polypropylen-Brustimplantate, auch String-Brustimplantate genannt, sind eine Form der Brustimplantate, die Polypropylen enthalten. Sie wurden von Gerald W. Johnson entwickelt. Wegen einer Anzahl von medizinischen Komplikationen wurden diese Brustimplantate in der Europäischen Union und in den Vereinigten Staaten verboten.
Die Implantate saugen Körperflüssigkeit auf und lassen die Brüste weiterwachsen, das Resultat sind „extreme, fast cartoonartige Brustgrößen“. String-Implantate wurden nur in einer sehr kurzen Zeit implantiert, bevor sie durch die FDA 2001 verboten und darauf vom Markt genommen wurden. Polypropylen-Implantate erzielten die größten aufgezeichneten Zunahmen der Brustgröße, mehr als allein durch chirurgische Eingriffe möglich wäre.